# Molinaranea fernandez
Molinaranea fernandez är en spindelart som beskrevs av Levi 200. Molinaranea fernandez ingår i släktet Molinaranea och familjen hjulspindlar.
Artens utbredningsområde är Juan Fernández-öarna. Inga underarter finns listade i Catalogue of Life.